# دارکوب سبز اروپایی

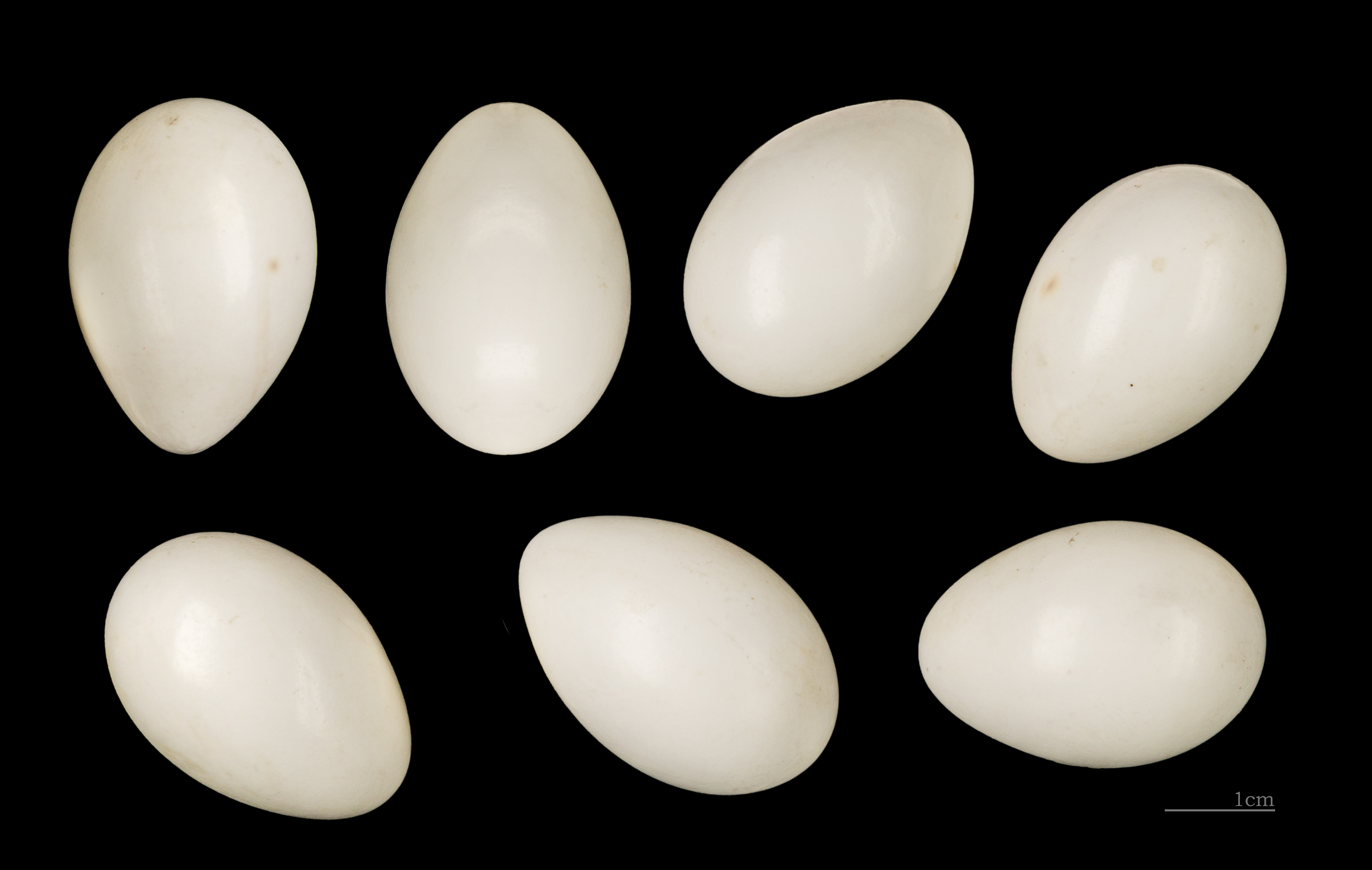
Picus viridis

دارکوب سبز اروپایی (نام علمی: Picus viridis) یکی از پرندگان خانواده دارکوب‌ها است. این دارکوب اروپایی، بر خلاف بسیاری از دارکوب‌ها بیشتر زمان خود را روی زمین می‌گذراند او از حشرات تغذیه می‌کند و در شکار مورچه به‌وسیله زبان خیلی بلندش متخصص است او زبان خود را در زمانی که به آن احتیاج ندارد در داخل جمجمه‌اش می‌پیچاند و جمع می‌کند اما وقتی زبانش را بیرون می‌آورد و دراز می‌کند‌ طول زبانش چهار برابر طول بدنش می‌شود.